# Karagandi terület
A Karagandi terület (kazahul, ciril írással: Қарағанды облысы [Karagandi obliszi], kazah latin írással: Qarağandı oblısı) Kazahsztán közigazgatási egysége. A szovjet időszakban az oroszos Karagandai terület (Карагандинская область [Karagangyinszkaja oblaszty]) elnevezést használták elterjedten. Központja Karagandi városa, a legjelentősebb település a területen. Az űrhajózással kapcsolatos, a történelmi emlékek és természeti sajátosságok miatt jelentős idegenforgalommal rendelkezik.

## Űrtevékenység Bajkonurból
Kazahsztán területén volt az egykori Szovjetunió legnagyobb űrbázisa, a Bajkonuri űrrepülőtér. Az Oroszországgal fönnálló jó gazdasági kapcsolatok egyik ágazata az űrkutatási, mert Kazahsztán függetlenné válása óta Oroszország Bajkonurt Kazahsztántól bérli. Jelenleg is innen indulnak a fontosabb orosz űrprogramok. Ezek közül a Nemzetközi Űrállomásra induló program szerinti és űrturista fölbocsátások (Progressz, Szojuz). Farkas Bertalan 1980-as útjára és Charles Simonyi magyar-amerikai űrhajós elmúlt években sorra került két űrturista útjára is innen indult.

A világűrből visszatérő űreszközök, Kazahsztán területére mintegy 1 600 kilométer sugarú körben, Karagandi és Asztana közigazgatási körzetébe érkeznek.

A Karagandi terület címere